# Capitole de l'État de Virginie-Occidentale
Le Capitole de l'État de Virginie-Occidentale, construit entre 1924 et 1932 par l'architecte Cass Gilbert, se trouve à Charleston, capitale de l'État. Il est inscrit depuis 1974 au Registre national des lieux historiques.